# Киуздино
Киуздѝно (на италиански: Chiusdino) е малко градче и община в централна Италия, провинция Сиена, регион Тоскана. Разположено е на 564 m надморска височина. Населението на общината е 2012 души (към 2011 г.).